# 蕭維梅
蕭維梅（1912年—1964年6月4日），廣東省梅縣人，中國共產黨員，中共梅縣縣委和共青團梅縣地委，松源梅蕉六甲聯立初中教務主任，中國知名緬甸華僑，緬華文化工作者協會副主席，1964年逝世。

## 生平
蕭維梅，原名蕭桐英，字蔚然，1912年生於廣東省梅縣，1922年進入梅縣東山中學就讀，受到五四新文化運動衝擊，很快蕭桐英就接觸了共產主義，1926年，蕭桐英加入中國共產主義青年團，1927年轉為共產黨員，1927年四一二事件時，中共梅縣縣委和共青團梅縣地委聯合成立武裝鬥爭委員會，蕭維梅任武裝暴動副總指揮，與共產黨員陳劍吾一同組織暴動。
蕭桐英輾轉閩、粵、贛、滬等地，當地下交通員，1931年染瘧疾返回梅縣，经人介紹認識了朱玉貞，兩人相戀，齊赴上海從事地下秘密活動。
1936年全國抗日救亡運動蜂起，蕭桐英接受中共秘密安排任職松源梅蕉六甲聯立初級中學，校長即黨員陳劍吾，蕭桐英擔任教務主任，積極宣傳抗日，發起閱讀《救國時報》等活動，1937年「抗日民族統一戰線」後，蕭桐英積極發展組織，在梅蕉六甲聯立初中吸收許多學生加入共產黨，如王錦良、王立俊、王立朝、余育生、黎達、陳定昌、鄭新忠、江佐才等，由於在校發展共黨組織，1939年保密局搜捕蕭桐英，蕭桐英只能躲藏過日，1940年蕭桐英與妻子經香港到達緬甸，在岳父開設的酒廠工作。
1941年，太平洋戰爭爆發，緬甸淪陷，許多華僑紛紛逃離緬甸，蕭桐英回國後經姐夫介紹在汕頭擔任稅務課長，以此身分繼續從事地下活動，1945年返回家鄉梅縣，1946年蕭桐英改名蕭維梅前往緬甸。
由於戰後國共內戰態勢日益明顯，為了爭取廣大僑界支持，蕭維梅擔負起中共海外僑領的重任，僑界各領域團體相繼恢復或成立，僑校的興建與復辦也蓬勃興起。蕭維梅協助中華人民共和國主管華僑文教，組織籌建緬甸華僑教師聯合會。保障了全緬百餘所中小學的百分之九十以上師資、教材、生源都來自中華人民共和國掌控之下。蕭維梅並擔任緬華文化工作者協會副主席，籌建全緬發行量最大的華文報刊《人民報》。1964年6月4日蕭維梅病逝於緬甸仰光。